# Sous-marinier

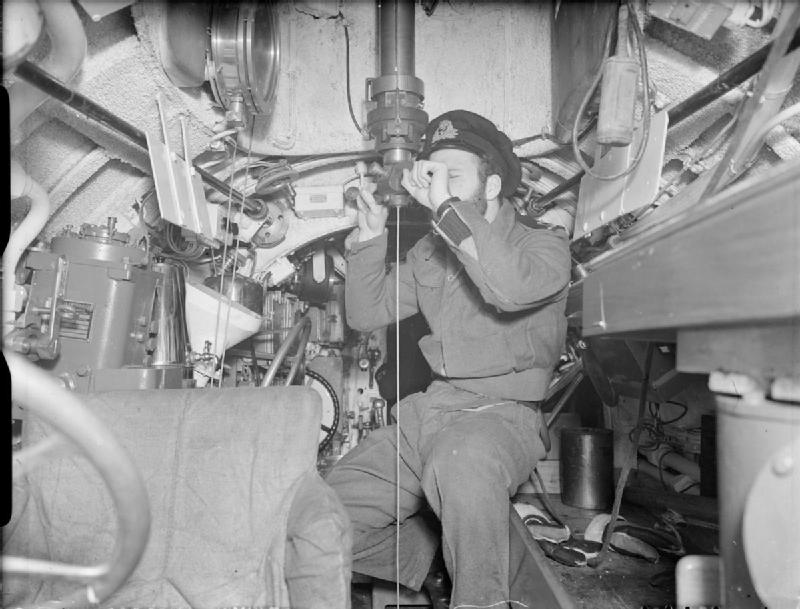
Un sous-marinier Britannique durant la Seconde Guerre mondiale.

Un sous-marinier est un marin membre de l’équipage d’un sous-marin.

## Histoire

### Sous-mariniers allemands

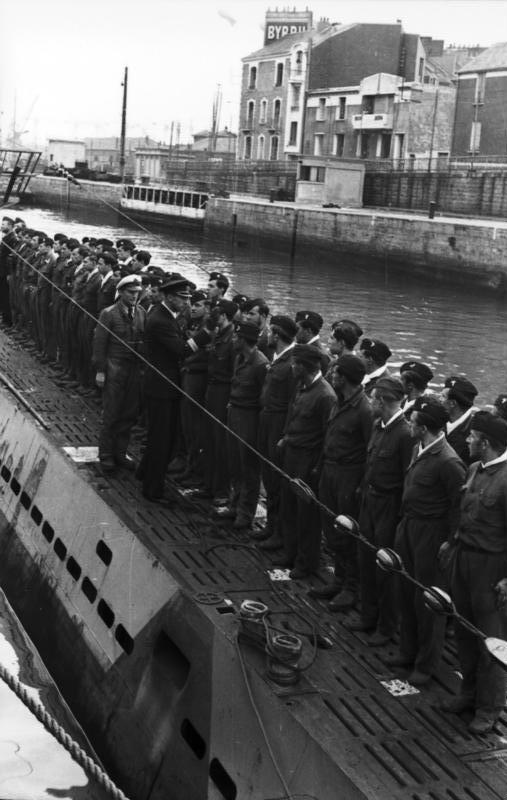
Équipage de sous-marin allemand dans la base sous-marine de Saint-Nazaire le 15 juin 1942.

Les équipages des Unterseeboote de la Marine impériale allemande se sont illustrés durant la bataille de l'Atlantique. Sur les 345 U-Boote opérant durant la Première Guerre mondiale, 274 U-Boote coulèrent 6 394 navires marchands représentant 12 800 733 tonneaux et une centaine de navires de guerre représentant 366 490 tonnes.
229 ont été perdus dont 178 en opération et sur 13 000 officiers et matelots ayant servi dans les U-Boote, 515 officiers et 4 849 marins ont trouvé la mort au combat, soit 40 % des effectifs.
Près de 39 000 marins allemands ont combattu dans les U-Boote de la Kriegsmarine durant la seconde bataille de l'Atlantique. De ceux-ci, le mémorial de Kiel conserve les noms de 27 491 morts,. 5 000 autres furent faits prisonniers de guerre. En dépit de ce pourcentage énorme de pertes (85 %,), les sous-mariniers allemands combattront jusqu'au bout.
Les raisons sont plurielles et en premier lieu parce que les hommes des U-Boote ne connaissaient pas les taux de pertes dans leurs rangs. Les pertes n'étaient pas révélées par le commandement et ils passaient trop peu de temps à terre pour le découvrir,.
Les marins des U-Boote étaient choyés du mieux possible, tant pour renforcer leur sentiment d'appartenance à une élite que de bénéficier de privilèges. Le comportement de leur chef Karl Dönitz à leur égard les conduisait à lui donner le surnom de Onkel Karl (l'Oncle Karl). Fréquemment présent lors des retours au port, serrant la main et discutant avec chaque membre de l'équipage contribuait à sa popularité et à leur obéissance.
De même, l'envoi de nouvelles personnelles dans un message à un U-Boot en opération (pour signaler une naissance, par exemple) contribuait à entretenir le moral des marins. Leurs conditions de vie à terre étaient, autant que possible, les plus agréables. Ainsi existait-il le BdU Zug (le train du QG ou le train du commandant) pour ramener rapidement chez eux les permissionnaires. Partant de Nantes et de Brest, passant par Paris, Charleroi puis Rotterdam, Brême et Hambourg, ces trains express permettaient aux marins d'être chez eux en 48 heures. Avec des attentions supplémentaires comme la possibilité à Rotterdam, au printemps, de prendre au passage des bouquets de fleurs pour la famille. Pour ceux qui ne rentraient pas chez eux, des propriétés avaient été réquisitionnées, loin des bombardements possibles, pour servir de camps de repos (U-bootsweiden).
La solde des sous-mariniers était double de celle des autres marins. Payée en une fois au retour de patrouille, en argent français, elle permettait au marin d'acheter des denrées introuvables en Allemagne avant de gagner son foyer, ou de trouver de quoi passer une agréable détente sur place.

### Sous-mariniers américains
Le nombre total de sous-mariniers était d'environ 30 000, soit environ 1,6 % de l'effectif total de l'United States Navy durant la Seconde Guerre mondiale. Environ 16 000 d'entre eux effectuaient des patrouilles de guerre.
Les pertes des sous-mariniers de l'United States Navy ont été proportionnellement les plus lourdes de toutes les branches des forces armées des États-Unis durant la Seconde Guerre mondiale. 
Au total, environ 350 officiers et 3 194 hommes du rang, pour un total de 3 544, ont été tués alors qu'ils servaient sur des sous-marins dans la guerre du Pacifique, et 52 sous-marins ont été coulés sur les 314 mis en service durant ce conflit.

### Sous-mariniers français

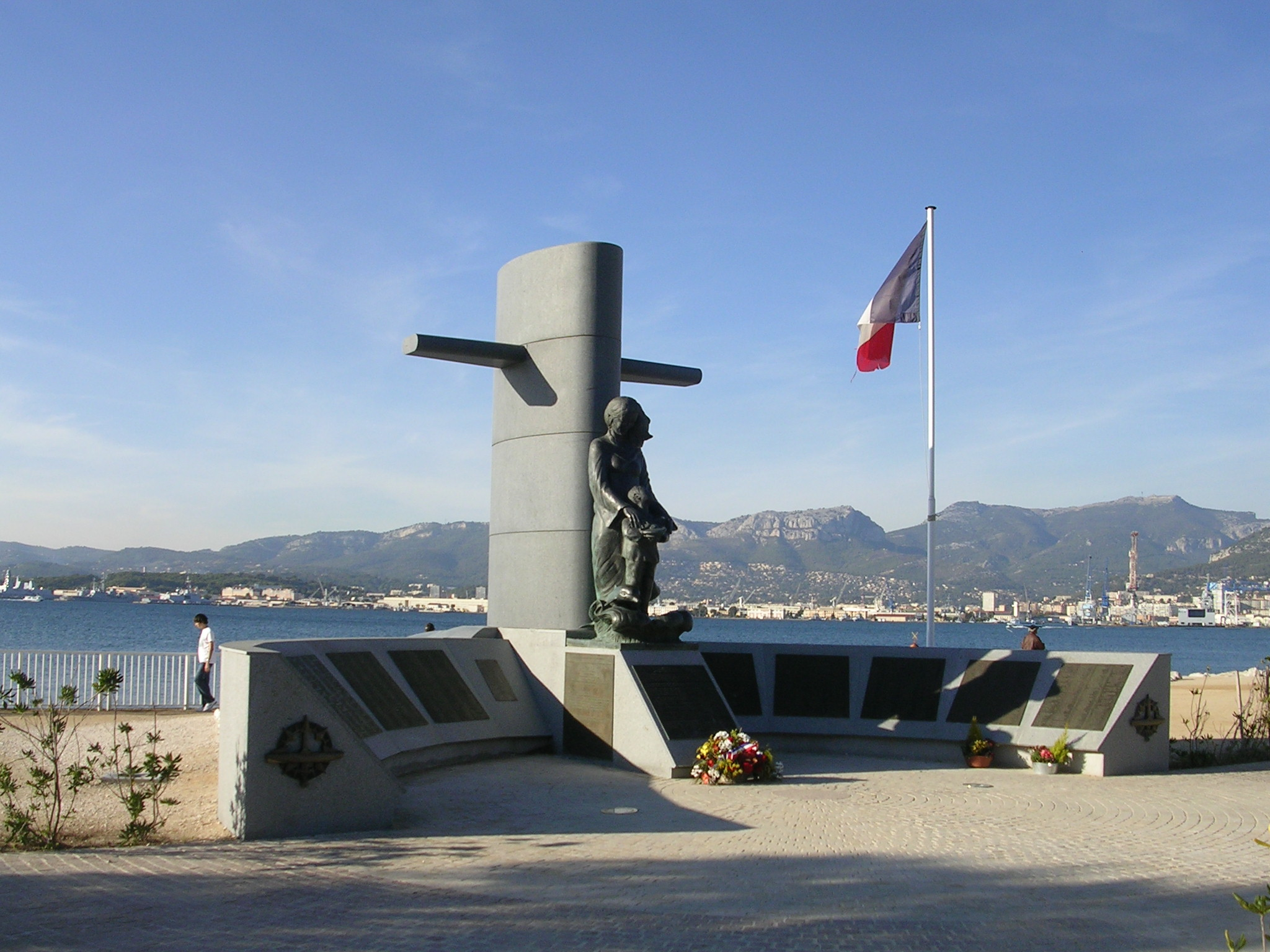
Le monument national à la mémoire des sous-mariniers morts en service commandé inauguré le 28 novembre 2009 à Toulon.

Entre 1905 et 2009, 1 667 sous-mariniers français sont morts en service commandé.
Les forces sous-marines françaises ont dans les années 2010 un effectif de moins de 4 600 personnes dont 2 000 sous-mariniers comptant entre autres 180 atomiciens.

## Liste de sous-mariniers
- sous-mariniers argentins :
  - Rosana Arias Heckel et Alejandra García, premières femmes sous-marinières (sous-officiers).
  - Eliana Krawczyk, première femme sous-marinière (officier) d'Amérique latine. Elle est membre de l'équipage du ARA San Juan perdu en 2017[13].
- Sous-mariniers américains :
  - Horace Lawson Hunley, concepteur du CSS H. L. Hunley.
  - Charles A. Lockwood, commandant des sous-marins de la Flotte du Pacifique (ComSubPac) de 1943 à 1945.
  - James W. Blanchard (en), commandant de l'USS Albacore avec lequel il a coulé le porte-avions Taiho navire-amiral de la Flotte japonaise en mer des Philippines.
  - James Fife, Jr., commandant des sous-marins de l'US Navy dans le Pacifique Sud-Ouest. Il est promu amiral au terme d'une longue carrière en 1955.
  - Hyman Rickover, infatigable promoteur du moteur nucléaire pour la propulsion des sous-marins de l’US Navy.
  - Don Walsh codétenteur du record de la plongée la plus profonde avec Jacques Piccard.
- Sous-mariniers britanniques:
  - Arthur Hezlet (en), commandant du HMS Thrasher (N37), participe à la formation des équipages des sous-marins nains qui ont endommagé le Tirpitz lors de l'opération Source, dans le Kaafjord en septembre 1943, puis commandant du HMS Trenchard (P331), il torpille et coule l'Ashigara en juin 1945.
  - Donald Cameron (en) et Godfrey Place (en), commandants des sous-marins nains HMS X-6 et X-7 qui ont immobilisé le Tirpitz lors de l'opération Source, ce qui leur valut l'attribution de la croix de Victoria.
  - Ian Edward Fraser (en) commandant du sous-marin nain HMS XE-3 lors de l'opération Struggle, contre le Takao, fin juillet 1945, à Singapour, ce qui lui valut l'attribution de la croix de Victoria, ainsi qu'au second-maître James Joseph Magennis (en)
- Sous-mariniers français :
  - Roland Morillot, commandant du Monge, tué devant Cattaro en décembre 1915.
  - Georges Cabanier, commandant du Rubis, avec lequel il rallie les FNFL, en juillet 1940. Il a été Chef d'État-Major Général de la Marine de 1960 à 1968.
  - Henri Rousselot, officier à bord du Rubis sous les ordres de Georges Cabanier. Il prend le commandement du sous-marin en avril 1941. Il effectue vingt missions (deux patrouilles et dix-huit opérations de mouillage de mines). Sous son commandement sont détruits dix cargos et sept navires de guerre anti-sous-marins, il endommage également un autre cargo et un sous marin allemand. C'est le sous-marinier français comptant le plus de victoires.
  - Pierre Lancelot, commandant du Bévéziers (Q179) avec lequel il torpille et avarie le cuirassé britannique HMS Resolution, devant Dakar, en septembre 1940. Sa carrière ultérieure est brillante. Promu vice-amiral en 1957, il est tué dans un accident d'avion la même année.
  - Bertrand de Saussine, commandant du Poncelet (Q141), il arraisonne le cargo allemand Chemnitz, en septembre 1939. Attaqué dans le golfe de Guinée par le patrouilleur HMS Milford (L51) début novembre 1940, il disparait avec le sous-marin qu'il saborde après avoir fait évacuer l'équipage. Il était ami d'Honoré d'Estienne d'Orves et d'Antoine de Saint-Exupéry.
  - François Drogou, commandant du Narval, avec lequel il rallie les FNFL, tué en décembre 1940
  - Louis Blaison, rallié aux FNFL, commandant le Surcouf, avec lequel il disparait en février 1942.
  - Jean L'Herminier, commandant du Casabianca avec lequel il s'échappe de Toulon et rallie les Forces Navales Françaises d'Afrique en novembre 1942. Il participe à des opérations secrètes et à la libération de la Corse en septembre 1943.
  - Georges Lasserre (1920-1999), est au début de sa carrière, comme enseigne de vaisseau, officier en quatrième du sous-marin Casabianca du commandant L'Herminier. Il la termine comme vice-amiral d'escadre, commandant des Forces sous-marines et de la Force océanique stratégique de 1976 à 1979.
- Sous-mariniers polonais :
  - Jan Grudziński, commandant de l'ORP Orzeł avec lequel il s'évade de Tallinn, illégalement interné et  sans cartes ni instruments de navigation il rallie l'Angleterre.
  - Borys Karnicki, commandant de l'ORP Wilk et de l'ORP Sokół.
  - Bolesław Romanowski, commandant de l'ORP Sokół, l'ORP Jastrząb et l'ORP Dzik.
- sous-mariniers russes/soviétiques :
  - Alexandre Marinesko, commandant du S-13 et Héros de l'Union soviétique.
- sous-mariniers suisses :
  - Auguste Piccard inventeur du bathyscaphe.
  - Jacques Piccard, fils du précédent et codétenteur du record de la plongée la plus profonde avec Don Walsh.
- sous-marinier norvégien :
  - Solveig Krey, de la Marine royale norvégienne, devient en 1995 la première femme à commander un sous-marin militaire[14].

## Féminisation
Voici, en date de mai 2014, les nations qui autorisent des femmes à servir à bord d'un sous-marin de leur marine de guerre par date :
- Danemark : en 1988, les femmes ont été autorisées à intégrer les équipages de sous-marins danois. Elles en ont été exclues en 2004, pour des raisons non précisées.
- Suède : depuis 1989, les femmes peuvent être affectées à bord des sous-marins suédois.
- Norvège : en 1995, la marine royale norvégienne a accepté des femmes dans ses sous-marins. Elle est devenue la première marine au monde à nommer une femme commandant de sous-marin.
- Australie : depuis 1998, les femmes servent à bord de sous-marins de la marine royale australienne.
- Espagne : depuis 1998, les femmes peuvent être affectées à bord des sous-marins. Elles sont en postes dans les sous-marins de classe Agosta.
- Canada : depuis 2001, l'armée canadienne accepte l'affectation de femmes à bord de ses sous-marins, à la faveur de l'achat des bateaux de la classe Victoria à la Grande-Bretagne.
- États-Unis : depuis avril 2010, elles sont autorisées à servir dans les sous-marins de la United States Navy[16] et trois d’entre elles reçoivent leurs insignes de sous-mariniers le 5 décembre 2012[17] ; Fin 2013, la United States Navy embarquera des femmes à bord de ses SNLE.
- Royaume-Uni : fin 2011, la Royal Navy décide d'ouvrir ses submersibles au recrutement féminin. Les femmes ont commencé leur formation fin 2013, et trois femmes officiers ont effectué leur première mission en 2014 dans un sous-marin nucléaire[18].
- Argentine : les premières femmes ont été diplômées en janvier 2012 (deux sous-officiers) et décembre (un officier)[19].
- Allemagne : au printemps 2014, la Deutsche Marine a affecté sa première femme officier à bord d'un sous-marin, le Unterseeboot Type 212 U31.
- France : la marine française affecte, en avril 2014, à titre expérimental, trois femmes officiers, dont un médecin, à bord d'un sous-marin nucléaire lanceur d'engins. Elles ont commencé leur formation en 2015 et ont embarqué en novembre 2017[20] pour une mission de soixante-dix jours[21]. Cette première pourrait conduire à terme à l'ouverture pérenne de la filière sous-marine française au personnel féminin, ses SNA de la classe Suffren, dont l'entrée en service fut retardée de 2017 à 2020[22], étant conçus pour embarquer du personnel féminin[23].
- Corée du Sud : Après un autorisation annoncé en 2022, neuf femmes font partie des 125 officiers et sous-officiers qui ont achevé la formation de base des sous-marins de la Marine de la république de Corée le 5 janvier 2024[24].